# Кыштут
Кыштут (кирг. Кыштут) — село в Баткенском районе Баткенской области Кыргызстана. Входит в состав Кыштутского айылного аймака.

## География
Село расположено в центральной части области, на берегах реки Кыштут (правый приток реки Сох), на расстоянии приблизительно 30 километров (по прямой) к юго-востоку от города Баткена, административного центра области и района. Абсолютная высота — 1390 метров над уровнем моря.

## Население
Согласно оценочным данным Национального статистического комитета Кыргызской Республики, численность населения села на начало 2023 года составляла 1403 человека.
| год     | 2009 | 2014 | 2015 | 2020 | 2021 | 2023 |
| ------- | ---- | ---- | ---- | ---- | ---- | ---- |
| человек | 962  | 1054 | 1259 | 1311 | 1371 | 1403 |